# Герб Тбілісі

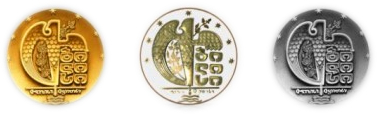
Варіанти герба Тбілісі

Емблема міста Тбілісі, столиці Грузії, була розроблена в кінці 1980-х років. Затверджена як офіційна печатка Резолюцією міської влади № 15-1 від 8 червня 2005 року .

## Опис герба та його символіки
Це традиційний грузинський щит, де напис грузинським шрифтом мхедрулі თბილისი («Тбілісі») з буквицею თ утворює стилізованого сокола і фазана, що ілюструє легенду про походження Тбілісі. Уздовж верхнього краю розташовані сім маленьких семикутник зірок, зібраних у півмісяць. Проміжна дубова гілочка символізує міцність і довговічність і створює хрестоподібну перегородку внизу щита, яка вкриває назву Тбілісі, написану в історичних грузинських шрифтах — асомтаврулі і нусхурі. Він спирається на хвилю, що символізує річку Мткварі, на якій розташоване місто. 
Автор герба почесний громадянин Тбілісі Емір Бурджанадзе.